# Секретар великий коронний
Секретар великий коронний (пол. Sekretarz wielki koronny, лат. Secretarius maior Regni) — найвищий центральний несенаторський уряд у Речі Посполитій. У ієрархії чиновників двору монарха він поступався лише маршалкові надвірному коронному.

## Історія
Ця посада була введена королем Олександром Ягеллончиком 1504 року. До 1764 року її могли займати лише католицькі священики.

## Обов'язки
За обов'язками посада секретаря була близькою до посади канцлера, котрого перший міг навіть заміщувати, однак без права підписувати та запечатувати державні листи. У надзвичайних випадках, однак, він міг підписати їх сигнетом канцлера. Основними його обов'язками було керування секретною державною канцелярією. Він зачитував на Сеймі ухвали сенату, королівські листи. На коронаційному Сеймі він зачитував новому монарху pacta conventa. Секретар також засідав за посадою в суді асесорському.
Його відповідником у Великому князівстві Литовському був секретар великий литовський.

## Деякі відомі секретарі великі коронні
- Станіслав Гозій (1543—1549)
- Якуб Уханський (з 1548 р.)
- Пйотр Тиліцький (1585—1595)
- Лаврентій Гембицький (1595—1607)
- Анджей Опалінський (з 1605 р.)
- Якуб Задзик (з 1613 р.)
- Петро Гембицький (1633—1635)
- Ян Стефан Виджга (з 1652 р.)
- Миколай Пражмовський
- Альберт Корицінський
- Максиміліан Францішек Оссолінський
- Александер Антоній Фредро
- Міхал Єжи Понятовський (з 1768 р.)
- Антоній Миколай Радзивілл (з 1773 р.)